# Taverner
Taverner è un'opera con musica e libretto di Peter Maxwell Davies. È basata sulla vita del compositore inglese del XVI secolo John Taverner, ma in un trattamento non realistico, come lo stesso Davies ha riconosciuto.

## Storia
La gestazione dell'opera risaliva al 1956, durante gli anni di Davies a Manchester, e continuò quando andò alla Princeton University nel 1962. Davies produsse diverse opere strumentali legate all'opera durante questo periodo di gestazione, tra cui i Points and Dances from 'Taverner' e la Second Fantasia on John Taverner's "In Nomine". Davies aveva completato l'opera nel 1968, ma nel 1969 perse parti della partitura in un incendio nel suo cottage del Dorset, che rese necessaria la ricomposizione.
Davies utilizza un tema dal "Benedictus" della Messa Gloria Tibi Trinitas di Taverner come motivo ricorrente in tutto il lavoro. Questo tema, tratto dalla sezione che inizia con "in nomine [Domini]", ha guadagnato popolarità tra i compositori successivi del rinascimento inglese sotto forma dello strumentale In Nomine. Stephen Arnold ha scritto un'analisi dettagliata della musica dell'opera e dell'uso della parodia da parte di Davies. Il compositore americano John Harbison ha pubblicato un'analisi dell'opera (partendo dalla partitura vocale), contemporanea alle sue prime esecuzioni. Gabriel Josipovici ha commentato le vicende storiche che hanno ispirato l'opera e il libretto stesso.
L'opera fu rappresentata per la prima volta al Covent Garden, Londra, il 12 luglio 1972, con Edward Downes alla direzione, Michael Geliot come regista e Ralph Koltai come designer.

## Storia dell'esecuzione
La prima americana è stata nel marzo 1986 all'Opera Company of Boston, sotto la direzione di Sarah Caldwell.

## Ruoli
| Ruolo            | Registro vocale | Cast della prima, 12 luglio 1972 (Direttore:Edward Downes) |
| ---------------- | --------------- | ---------------------------------------------------------- |
| Taverner         | tenore          | Ragnar Ulfung                                              |
| Rose Parrowe     | contralto       | Gillian Knight                                             |
| Morte            | basso           | Benjamin Luxon                                             |
| Abate            | basso-baritono  | Raimund Herincx                                            |
| Re               | basso           | Noel Mangin                                                |
| Cardinale        | tenore          | John Lanigan                                               |
| Prete            | controtenore    | James Bowman                                               |
| Ragazzo del coro | voce bianca     | David Pearl                                                |

## Trama

### Atto 1
Scena 1
Taverner viene processato davanti all'Abate Bianco con l'accusa di eresia. La testimonianza viene da suo padre e dalla sua amante, oltre che da un prete e da un chierichetto. Taverner viene riconosciuto colpevole, ma il cardinale lo perdona, notando l'utilità e l'ingenuità del compositore.
Scena 2
Il destino di Taverner si rispecchia nel coro dei monaci mentre medita sulla sua coscienza.
Scena 3
Il Re* discute il suo divorzio deciso con il Cardinale**, con interruzioni del giullare.
Scena 4
Il giullare di corte dimostra di essere la Morte sotto mentite spoglie. Si verifica quindi una battaglia metaforica per l'anima di Taverner, con suo padre e l'amante in opposizione al giullare/Morte. Il giullare/Morte prevale e Taverner diventa un fanatico religioso.

### Atto 2
Scena 1
Taverner è diventato uno strumento della politica religiosa reale, avendo abbandonato la sua precedente fede cattolica per la nuova religione protestante, sulla scia della Riforma. Presiede alla condanna dell'Abate Bianco con l'accusa di eresia, con gli stessi testimoni dell'Atto I, Scena 1.
Scena 2
La discussione sulla rottura con la Chiesa cattolica e la fondazione della Chiesa d'Inghilterra si svolge tra il re, l'Arcivescovo di Canterbury (ex cardinale)*** e il giullare/Morte. Il re parla del suo piano per annettere i monasteri.
Scena 3
I monaci sono alle loro devozioni. I soldati, agli ordini di Taverner, fanno prigionieri i monaci.
Scena 4
La gente elogia Taverner e i suoi metodi di giustizia brutali. L'Abate Bianco va alla sua esecuzione, sotto scorta di Taverner.
* Palesemente Enrico VIII d'Inghilterra, ma non chiamato come tale nel libretto.

** Cardinale Wolsey, ma ancora una volta non identificato come tale nel libretto.

*** Thomas Cranmer, interpretato dallo stesso solista di Wolsey.

## Incisioni
NMC D157 (2 CD). Il cast include Martyn Hill (John Taverner) e David Wilson-Johnson (Jester). BBC Symphony Orchestra, Fretwork, His Majesty's Sagbutts and Cornetts e London Voices, diretti da Oliver Knussen. Tratto da una registrazione in studio della BBC del 1996.